# Course à pied pieds nus

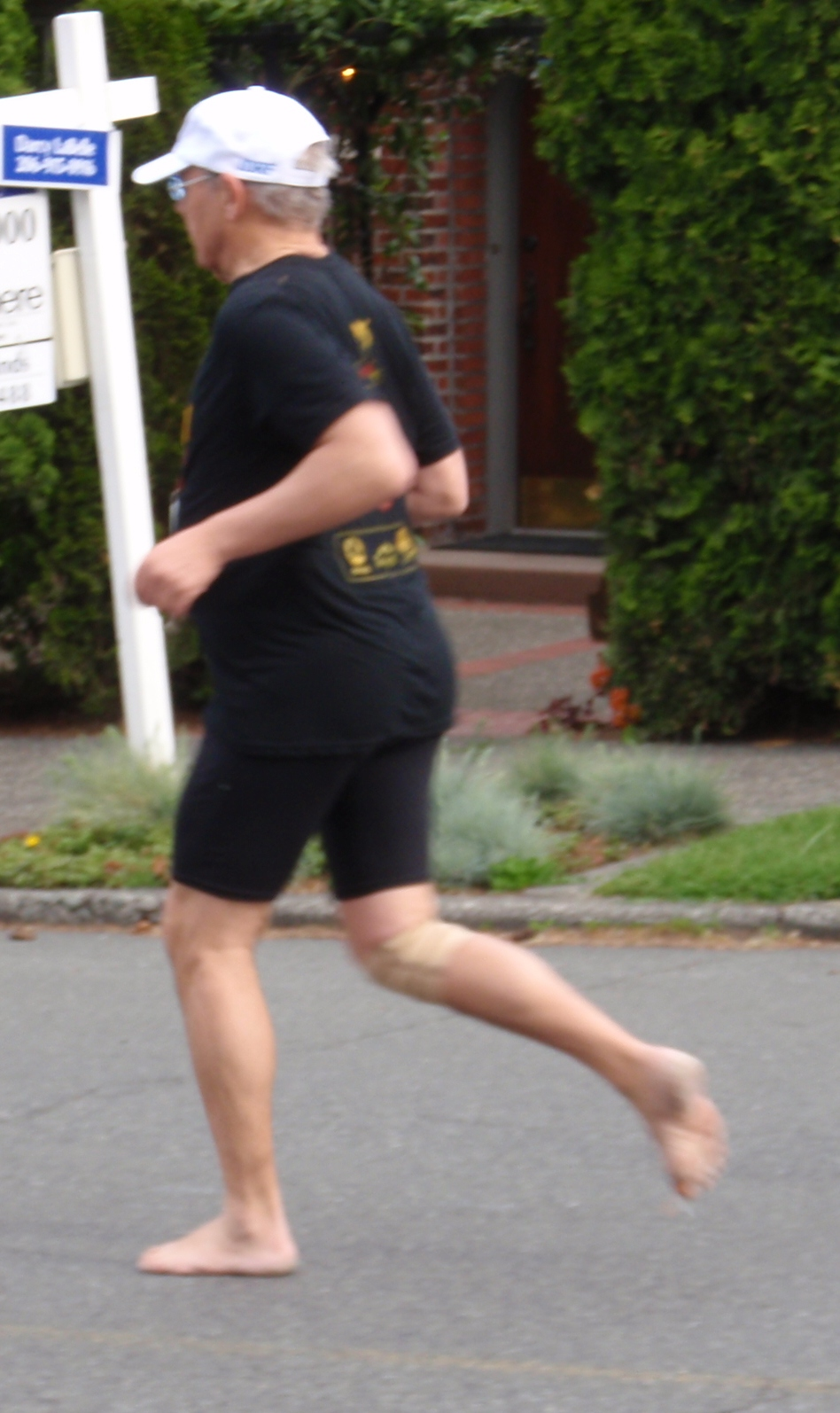
Coureur pieds nus sur de l'asphalte.

La course pieds nus désigne le fait de courir pieds nus.
Cette pratique est populaire chez certains coureurs amateurs, mais aussi chez certains professionnels, plusieurs champions olympiques ayant adopté cette technique. Les coureurs pieds nus sont appelés « Barefoot runners » en anglais.

## Histoire
Selon une théorie de l'évolution, la course à pied serait issue de la spécialisation du genre Homo dans la course de fond : le passage de la quadrupédie à la bipédie ayant fait perdre la possibilité de courir sur une faible distance à la vitesse la plus rapide possible, le genre Homo a développé la course d'endurance il y a environ deux millions d'années pour pratiquer le charognage puis la chasse à l'épuisement.
Plusieurs historiens pensent que les coureurs de la Grèce antique couraient pieds nus. selon la légende, Phidippidès, le premier marathonien, aurait couru la distance séparant le champ de bataille situé à Marathon de la ville d’Athènes pour informer Athènes de la victoire grecque sur la Perse en moins de 36 heures.

## La technique de course pieds nus
La course à pied pieds nus consiste à propulser son corps en poussant du sol par la plante du pied plutôt que le talon, le pied touchant à terre directement sur la projection au sol de la ligne des hanches. « La force de propulsion ne doit agir que lorsque le pied a fini de se poser à terre. Heurter le sol du pied, en particulier par le talon, traumatise le corps et rend le coureur susceptible d'être blessé »,. Il s'ensuit que les chaussures de course à pied munies d'importantes semelles entravent ce mouvement naturel. Selon le docteur en biomécanique Daniel E. Lieberman, la foulée médio-pied est potentiellement moins traumatisante pour le corps que la foulée talon, le talon recevant un choc équivalent à trois fois le poids du corps tandis que le milieu du pied (la plante) amortit le choc sur une plus grande surface.

## Influence sur la santé

### Études
Des études en laboratoire suggèrent que, en raison du manque de poids supplémentaire sur les pieds, le coût énergétique de courir pieds nus est réduit de 4 %, ce qui entraîne une consommation d’oxygène plus faible. Il existe des preuves que le port de chaussures traditionnelles pendant la course entraîne une démarche de frappe du talon qui, à son tour, entraîne un impact plus élevé ainsi qu’un risque accru de blessure. Le fait que le coureur touche le sol avec l’avant-pied peut réduire le risque de lésion du genou.
Étant donné que les muscles du pied sont mieux utilisés dans la course pieds nus et que le cycle d’étirement-raccourcissement des muscles du mollet peut également être mieux exploité, il a été analysé dans quelle mesure la course pieds nus (ou la course avec des chaussures permettant de courir pieds nus à jeun) a un effet positif sur l’économie de course. Il a été constaté qu’à 11 km/h et à 13 km/h, des améliorations significatives des performances se sont produites après quatre semaines de course pieds nus.

### Risques

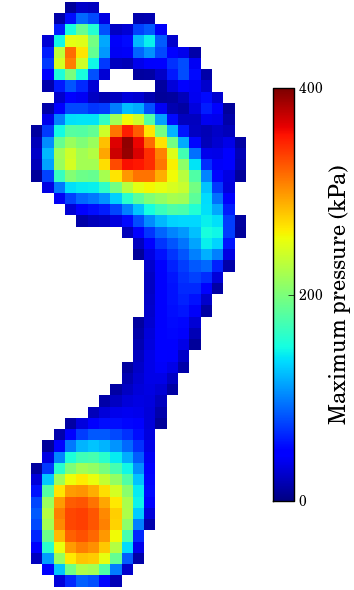
Représentation graphique de la pression exercée sur le pied.

La course pieds nus peut être dangereuse, en particulier pour les coureurs qui ne se préparent pas correctement ou ne donnent pas à leurs pieds le temps de s’adapter au nouveau style. De nombreuses blessures sont possibles, telles que des blessures au tendon d’Achille ou au fascia plantaire, ou des fractures de stress dans les os métatarsiens ou la jambe. Les coureurs pieds nus qui ne préparent pas leur corps pourraient fournir « un plan de stimulation pour les podiatres, les orthopédistes et les physiothérapeutes »,.
D'après un article paru dans le New York Times, des signes de lésions osseuses précoces ont été aperçus chez les coureurs qui ont commencé à courir pieds nus.

### Préconisations
La position officielle sur la course pieds nus de l’American Podiatric Medical Association indique qu’il n’y a pas assez de recherches sur les avantages immédiats et à long terme de la pratique et que les individus devraient consulter un podiatre ayant une solide expérience en médecine sportive pour prendre une décision éclairée sur tous les aspects de leurs programmes de course et d’entraînement.
En outre, l’american diabetes association a exhorté les diabétiques et les personnes ayant des sensations réduites dans les jambes à ne pas courir pieds nus, en raison des conséquences en cas de blessures.

## Course pieds nus et course naturelle
Il ne faut pas confondre la course pieds nus et la course naturelle. La pratique du « courir naturel » englobe celle de la course pieds nus et celle de la course à pied minimaliste (coureur équipé de chaussures de course à pied légères et peu structurées dites minimalistes, type sandales, Huaraches, gants de pied).
Une alternative à la course pieds nus consiste à porter des chaussures à semelles minces avec un rembourrage minimal, telles que des mocassins, des plimsolls ou des huaraches, qui entraînent une démarche similaire à celle des pieds nus, mais protègent la peau du sol,,. Certains fabricants de chaussures modernes ont récemment conçu des chaussures pour maintenir une flexibilité optimale tout en offrant un minimum de protection. On peut trouver comme chaussures minimalistes les chaussures FiveFingers Vivobarefoot,, fabriquées par Vibram par exemple.

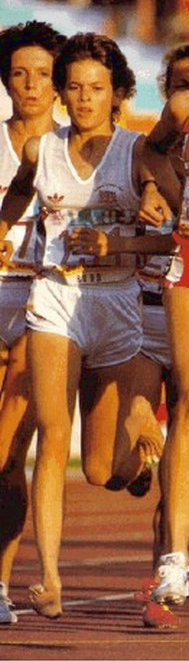
Zola Budd lors de l'épreuve du 3 000 mètres aux Jeux olympiques d'été de 1984.

## Pratiquants de la course à pieds pieds nus connus
De nombreux coureurs amateur et professionnels sont connus pour courir pieds nus, par exemple la sud-africaine Zola Budd, ancienne détentrice du record du monde de l'épreuve du 5 000 mètres féminin,,, le britannique Bruce Tulloh, ancien détenteur du record européen de la course sur distance 5 km,, ou l'éthiopien Abebe Bikila, ancien détenteur du record du monde de marathon aux Jeux olympiques.
En 1994 et 1998, Tegla Loroupe remporte les Goodwill Games sur 10 000 mètres pieds nus.
En 2007, le néerlandais Win Hof devient la personne ayant terminé un marathon pieds nus sur de la neige et de la glace le plus rapidement.
Le 5 juin 2010, Todd Ragsdale, de Talent (Oregon), a établi le record du monde (en attente de confirmation par Guinness World Records) de la plus longue course pieds nus, dans le cadre de la collecte de fonds du Relais pour la vie pour l’American Cancer Society. Il a parcouru 102 milles (164 km), soit 413 tours sur la piste de la South Medford High School, pieds nus.
En 2015, une course pieds nus fut organisée au Viêt Nam. La même année, le coureur yéménite Abdullah Al-Qwabani a couru les séries du 5 000 m pieds nus, lors des Mondiaux de Pékin.
En 2021, Loury Lag tente de participer au Marathon des sables pieds nus. Il est obligé d'abandonner  après 91 km parcourus sur 250. L'année suivante, l'Espagnol Addelkarim el Hayani réussi à finir ce marathon pieds nus.